# 约兰达-迪萨沃亚
约兰达-迪萨沃亚（義大利語：Jolanda di Savoia），是意大利费拉拉省的一个市镇。总面积108平方公里，人口3139人，人口密度29.1人/平方公里（2009年）。ISTAT代码为038010。